# Боролич, Юрий Юрьевич
Юрий Юрьевич Боро́лич (укр. Ю́рій Ю́рійович Боро́лич; 28 февраля 1921, с. Великий Березный Подкарпатская Русь, Чехословакия (ныне пгт. Закарпатской области, Украины — 7 января 1973, Прага) — украинский и чехословацкий писатель, живший и творивший в Чехословакии.

## Биография
Обучался в Ужгородской гимназии. После аннексии Закарпатья Венгрией в 1939 году эмигрировал в СССР.
Участник Великой Отечественной войны. В составе 1-го Чехословацкого армейского корпуса воевал против немецко-фашистских захватчиков. После окончания войны остался на территории Пряшевщины, населенной преимущественно русинами в Словакии.
С 1945 года жил в Праге.

## Творчество
Литературную деятельность начал как корреспондент военных газет.
В 1953—1954 был редактором альманаха «Дукля», издававшегося в ЧССР.
В своих произведениях Боролич писал о боевой дружбе чехословацких и советских воинов, новой жизни трудящихся Чехословакии.
Автор сборников рассказов:
- Подарок (1953),
- Страница жизни (1956),
- Под одним небом (1958),
- Песня и жизнь (1960),
- Хорал Верховины (1964),
- От родных берегов (1966),
- Президентская улыбка (1967),
- Жили себе… (1969),
- Под синим небом (1971) и др.

## Источник
- Украинская советская энциклопедия. В 12-ти томах / Под ред. М. Бажана. — 2-е изд. — К.: Гл. редакция УСЭ, 1974—1985.